# Leptogenys terroni
Leptogenys terroni är en myrart som beskrevs av Bolton 1975. Leptogenys terroni ingår i släktet Leptogenys och familjen myror. Inga underarter finns listade i Catalogue of Life.